# Пеньо Колев
Пеньо (Пеню) Атанасов Колев, известен и като Пеньо Бомбето е български строителен предприемач, строител на Паметника на свободата (Шипка).

## Биография
Роден на 2 юни 1902 година в село Дралфа, Поповско. Учи в родното си село, а прогимназия завършва в село Кръшно. Строителство започва да практикува още от младежките си години, когато помага на баща си. Служи като войник в трудовия набор в Шумен, където успява да се научи да разчита техническа документация. Oколо 20-годишен се сдобива c документ за майстор-предприемач, издаден от Министерството на обществените сгради, пътищата и благоустройството. Свидетелството мy позволява да pъководи строежи на стойност до 5 милиона лева. Участва в строителството на много обекти, сред тях строителството на моста на река Струма при село Студена, катедралата и учителския институт в Шумен, в строежа на почивния дом на телеграфо-пощенци край Варна и Паметника на свободата (Шипка).През 1928 г. получава покана да довърши строежа на Паметника на свободата (Шипка) започнат от 1922 г. На откриването на паметника на 26 август 1934 г. никой не го повиква и от обида не отива на паметника 30 години.
Умира на 9 юни 1987 г. в Попово, където е и погребан. През 2017 година посмъртно е обявен за почетен гражданин на Попово.